# Hadronyche monteithi
Espèce
Hadronyche monteithi est une espèce d'araignées mygalomorphes de la famille des Atracidae.

## Distribution
Cette espèce est endémique du Queensland en Australie. Elle se rencontre dans les Border Ranges dans les environs de Killarney.

## Description
La carapace du mâle holotype mesure 5,00 mm de long sur 4,70 mm et l'abdomen 5,00 mm de long sur 3,94 mm.

## Étymologie
Cette espèce est nommée en l'honneur de Geoff B. Monteith.

## Publication originale
- Gray, 2010 : A revision of the Australian funnel-web spiders (Hexathelidae: Atracinae). Records of the Australian Museum, vol. 62, p. 285-392 (texte intégral).